# Смерть и Успение Богородицы (картина Кокси)
«Смерть и Успение Богородицы» (исп. La Muerte de la Virgen) — картина фламандского живописца Михиля Кокси, написанная около 1555 года. Картина находится в музее Прадо в Мадриде.

## Описание
Это центральная часть триптиха, левая и правая панели которого — «Рождество Богородицы» и «Введение во храм Пресвятой Богородицы» — также хранятся в Прадо. Этот триптих, написанный для церкви св. Гудулы в Брюсселе, был приобретён Филиппом II, у которого Кокси был одним из любимых придворных мастеров и для которого художник выполнил несколько заказов. В 1586 году испанский король передал триптих в монастырь Эскориал вместе с другими работами художника.
Кокси обучался мастерству в Брюсселе и Риме. Оставаясь верен полученным в Италии знаниям, он сочетает атлетизм фигур Микеланджело с классической красотой школы Рафаэля, не отказываясь при этом от реалистической трактовки предметов и богатого фламандского колорита. Автор пользуется многолюдностью картины, чтобы продемонстрировать весь спектр поз и жестов, не впадая при этом в излишнюю экзальтацию, что придаёт сдержанную духовность этому драматическому эпизоду из жизни Богородицы.